# Marco Zwyssig
Marco Zwyssig (ur. 24 października 1971 roku w St. Gallen) – były szwajcarski piłkarz występujący na pozycji środkowego obrońcy.

## Kariera klubowa
Marco Zwyssig zawodową karierę rozpoczynał w 1996 roku w FC Sankt Gallen. W zespole tym od razu wywalczył sobie miejsce w podstawowej jedenastce i w pierwszym sezonie występów rozegrał 33 ligowe spotkania. Podczas pobytu w FC Sankt Gallen w linii defensywy grywał między innymi z takimi zawodnikami jak Marc Zellweger, Giuseppe Mazzarelli oraz Pascal Thüler. W sezonie 1999/00 roku wraz z drużyną Zwyssig sięgnął po mistrzostwo kraju. Po zakończeniu rozgrywek 2000/01 Szwajcar zdecydował się zmienić klub. Latem podpisał kontrakt z austriackim Tirolem Innsbruck, w barwach którego grał razem z Jerzym Brzęczkiem i Radosławem Gilewiczem. Zwyssig w nowym klubie rozegrał 20 meczów i jeszcze w trakcie sezonu odszedł do FC Basel. Jak się później okazało w ekipie "Bebbi" spędził cztery lata, w trakcie których odnosił wiele krajowych sukcesów. W 2002, 2004 i 2005 roku sięgnął po mistrzostwo, a w 2002 i 2003 roku zdobył Puchar Szwajcarii. Karierę zakończył po sezonie 2004/05. Dla FC Basel rozegrał łącznie 93 ligowe pojedynki, w których zdobył trzy bramki.

## Kariera reprezentacyjna
W reprezentacji swojego kraju Zwyssig zadebiutował 6 sierpnia 1997 roku w przegranym 0:1 meczu ze Słowacją. W 2004 roku Jakob Kuhn powołał go na Mistrzostwa Europy. Szwajcarzy zajęli na nich jednak dopiero ostatnie miejsce w swojej grupie i odpadli z turnieju. Sam Zwyssig na portugalskich boiskach pełnił rolę rezerwowego i nie zagrał w żadnych ze spotkań. Łącznie w barwach drużyny narodowej wystąpił w 20 meczach, w których zdobył jedną bramkę.